# Tapete de Sierpinski

6 passos do Tapete de Sierpinski.

Tapete de Sierpinski é uma figura plana desenvolvida pelo  matemático polonês Waclaw Sierpinski. As características desta figura atualmente são definidas como fractais, termo cunhado por Benoit Mandelbrot. O conjunto descrito pode ser expresso como a união de oito subconjuntos não congruentes e sobrepostos., cada um dos quais é congruente à contração do conjunto original pelo fator de 1/3. Possui autossimilaridade, iteração infinita e propriedades irregulares.

## História
Nos séculos XIX e XX algumas formas geométricas com propriedades especiais foram estudadas. Em 1975, Benoit Mandelbrot denominou estas formas de fractais por possuírem a característica da autossimilaridade. Antes da definição apresentada de fractais, alguns objetos matemáticos já possuíam tais características, dentre eles o Conjunto de Cantor; a Curva de Peano; a Curva de Hilbert; a Curva de Koch; a Curva, o Triângulo e o Tapete de Sierpinski e o de Fatou e Julia.
Estes objetos eram conhecidos como “demônios” e acreditava-se que não tinham grande valor científico. O fractais só se desenvolveram a partir de 1960 com a ajuda dos computadores. Sierpinski teve seu nome dado a uma das crateras da lua devido a sua grande reputação na década de 1920. Os seus famosos fractais, ou “monstros”, como eram conhecidos na época, são o Triângulo e o Tapete de Sierpinski.

## Construção
A construção do Tapete de Sierpinski parte de uma figura de duas dimensões euclidianas 
chamado quadrado, subdivide-se este quadrado em nove partes onde remove-se a parte central, teremos então, oito pequenos quadrados, novamente com cada quadrado subdivide-se em nove partes, onde retira-se a parte central, este processo chamado de iteração pode ser repetido infinitamente:

construção recursiva do tapete de sierpinsky

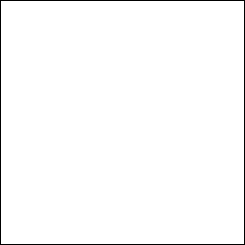
inicio
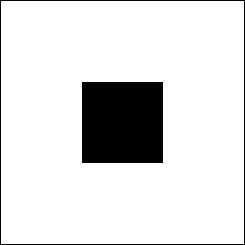
iteração 1
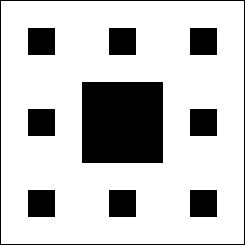
iteração 2
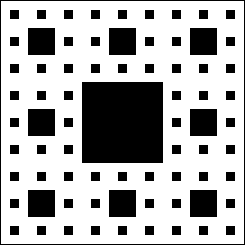
iteração 3
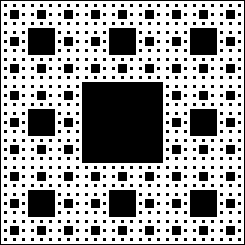
iteração 4
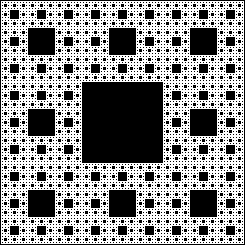
iteração 5

## Classificação
De acordo com o modo como é gerado, faz parte do grupo de fractais de sistema de funções iteradas e possui autossimilaridade exata, sendo idêntico em diferentes escalas.

## Curiosidade
Este fractal possui uma curiosidade interessante, sua área tende ao valor zero, a cada iteração temos 8/9 da área anterior, com isso na segunda iteração temos 8/9×8/9, na terceira 8/9×8/9×8/9, esta multiplicação tende ao infinito, observando que temos um denominador maior que um numerador a área tende a diminuir até zero.
O cálculo da área vazada do Tapete de Sierpinki se dará pelo somatório das áreas dos quadrados para n iterações, obtidas através de uma série geométrica convergente..
A área do quadrado inicial é da pelo quadrado do seu lado l.
- A área do quadrado da 1ª iteração será um terço de seu lado ao quadrado.
- A área do quadrado da 2ª iteração será um nono de seu lado ao quadrado.
- A área do quadrado da 3ª iteração será um vinte sete avos de seu lado ao quadrado.

E assim, sucessivamente, conforme uma série geométrica convergente tendendo a zero.
| iterações | números de quadrados retirados | área de um novo quadrado |
| --------- | ------------------------------ | ------------------------ |
| o         | 1                              | l²/9                     |
| 1         | 8                              | l²/81                    |
| 2         | 64                             | l²/729                   |
| ...       | ...                            | ...                      |
| n         | 8^n                            | l²/((9.9)^n)             |

Tabela do Cálculo da área do Tapete de Sierpinski após as iterações.

Para obtermos a soma de um série geométrica utilizamos:
S = a/(1 - r), onde a = 1/9 e r = 8/9.S = a/(1 - r) = (1/9)/(1 - 1/8) = 1.
Portanto a soma das áreas das n iterações do quadrado de Sierpinski resultam na mesma área do quadrado inicial.
Isso quer dizer que, se pegarmos um quadrado e retirarmos os novos quadrados gerados pelas interações deste fractal, a área resultante seria zero.

## Dimensão
Em relação a sua dimensão, como se trata de um objeto fractal tem valores que não pertencem ao Conjunto dos Números Naturais, ou seja, as dimensões conhecidas seguindo a Geometria Euclidiana são:
O Ponto com dimensão zero;

A Reta com dimensão 1;

O Plano com dimensão 2;

E os Sólidos com dimensão 3.
O Tapete de Sierpinski parte de uma figura plana, porém em sua iteração ocorre a "retirada" de partes, com isso sua dimensão fractal também conhecida como "Dimensão Hausdorff-Besicovitch" tem valor intermediário entre os valores da reta e do plano.
A dimensão (d) Hausdorff-Besicovitch é calculada por (log N)/(log L/n), onde N é o comprimento do segmento da iteração, L é o comprimento da linha e n é a divisão de partes de um lado de um quadrado.
O valor para dimensão fractal para o Tapete de Sierpinski é aproximadamente 1,8928...